# Maîtrise de Toulouse
La Maîtrise de Toulouse a été créée en 2006 au sein du Conservatoire à rayonnement régional de Toulouse. En 2017, la Maîtrise de Toulouse est lauréate du Prix Liliane Bettencourt pour le chant choral, décerné en partenariat avec l'Académie des beaux-arts (France),,,.

## Présentation
La Maîtrise donne une dizaine de concerts par an, principalement à Toulouse (notamment  à l’auditorium de l'Église Saint-Pierre des Cuisines, la Basilique Saint-Sernin de Toulouse et le Temple du Salin).  Elle participe également à des festivals musicaux,  et donne par ailleurs  des concerts partout en France (Chapelle Royale de Versailles, Opéra-Comique…) et à l’étranger (Allemagne, Angleterre, Espagne, Italie).  
Ses enregistrements ont été salués par la critique internationale: Deux fois Cinq Diapasons, sortie essentielle du Sunday Times, et Choix de la Critique du American Record Guide.
La Maîtrise présente un répertoire varié : sacré et profane, de toutes les époques, ainsi que des créations d’œuvres nouvelles. Une attention particulière est portée au répertoire français et anglais. Le chœur est parfois amené à collaborer avec d'autres ensembles.  Les maîtrisiens ont  ainsi enregistré un CD ‘Polyphonies oubliées’ (Aparté) avec l’Ensemble Gilles Binchois dirigé par Dominique Vellard, qui a été récompensé d'un Diapason découverte en France et le prix des critiques allemands 'Preis der Deutschen Schallplattenkritik' dans la catégorie Musique Ancienne.
La Maîtrise a collaboré également avec les Sacqueboutiers, Orchestre national du Capitole de Toulouse, Les Passions. Des maîtrisiens ont également  chanté des rôles de solistes dans des productions du Théâtre du Capitole de Toulouse.
Les maîtrisiens (âgés de dix à quinze ans) sont scolarisés dans des classes à horaires aménagés.  Les élèves de ces classes spécialisées (chanteurs, instrumentistes et danseurs) sont scolarisés dans une annexe du collège Michelet de Toulouse au sein des bâtiments du conservatoire. Ils bénéficient d’un emploi du temps aménagé leur permettant de suivre un cursus musical approfondi au Conservatoire.  
Les maîtrisiens se produisent seuls (répertoire à voix égales) ou avec les autres composantes de la Maîtrise : les ‘juniors’ (anciennes maîtrisiennes, étant au lycée St Sernin, également dans des classes à horaires aménagées), qui apportent du soutiens aux maîtrisiens,  ainsi que les voix d’homme, qui sont principalement des anciens maîtrisiens et des élèves de la classe de chant du conservatoire, auxquels s’ajoutent quelques renforts professionnels.
La Maîtrise est dirigée, depuis sa création, par le chef de chœur anglo-français, Mark Opstad .

## Discographie
- Missa Brevis (2010) Regent Records
- Motets français (2013) Regent Records
- Polyphonies oubliées (2014) Aparté Records
- Noël français (2015) Regent Records
- Slava! (2017) Regent Records
- Requiem (2020) Regent Records
- Martin-Duruflé (2022) [7] Regent Records [8]
- Folksongs - Tour du monde (2024) Anima Nostra